# Concepción Fernández de Navarrete
María Concepción Fernández de Navarrete (Ábalos, final s. XVIII—mediados s. XIX) fue una pintora española, hermana de Micaela.
Natural de Ábalos (La Rioja), fue hija del erudito y literato Martín Fernández de Navarrete, comentador de Don Quijote y secretario de la Real Academia de Bellas Artes de San Fernando. El 16 de septiembre de 1821 fue nombrada, junto con su hermana Micaela, académica de honor y de mérito de dicha academia. En la exposición organizada por la academia ese año presentó un pequeño cuadro titulado Venus cortando las alas a Cupido, una obra que avaló su nombramiento. La obra se conserva en el Museo de la misma academia.